# یواس‌سی‌جی‌سی ایدک (دبلیوپی‌بی-۱۳۳۳)
یواس‌سی‌جی‌سی ایدک (دبلیوپی‌بی-۱۳۳۳) (به انگلیسی: USCGC Adak (WPB-1333)) یک کشتی است که طول آن ۱۱۰ فوت (۳۴ متر) می‌باشد. این کشتی در سال ۱۹۸۹ ساخته شد.